# Kibergsneset

Lägeskarta

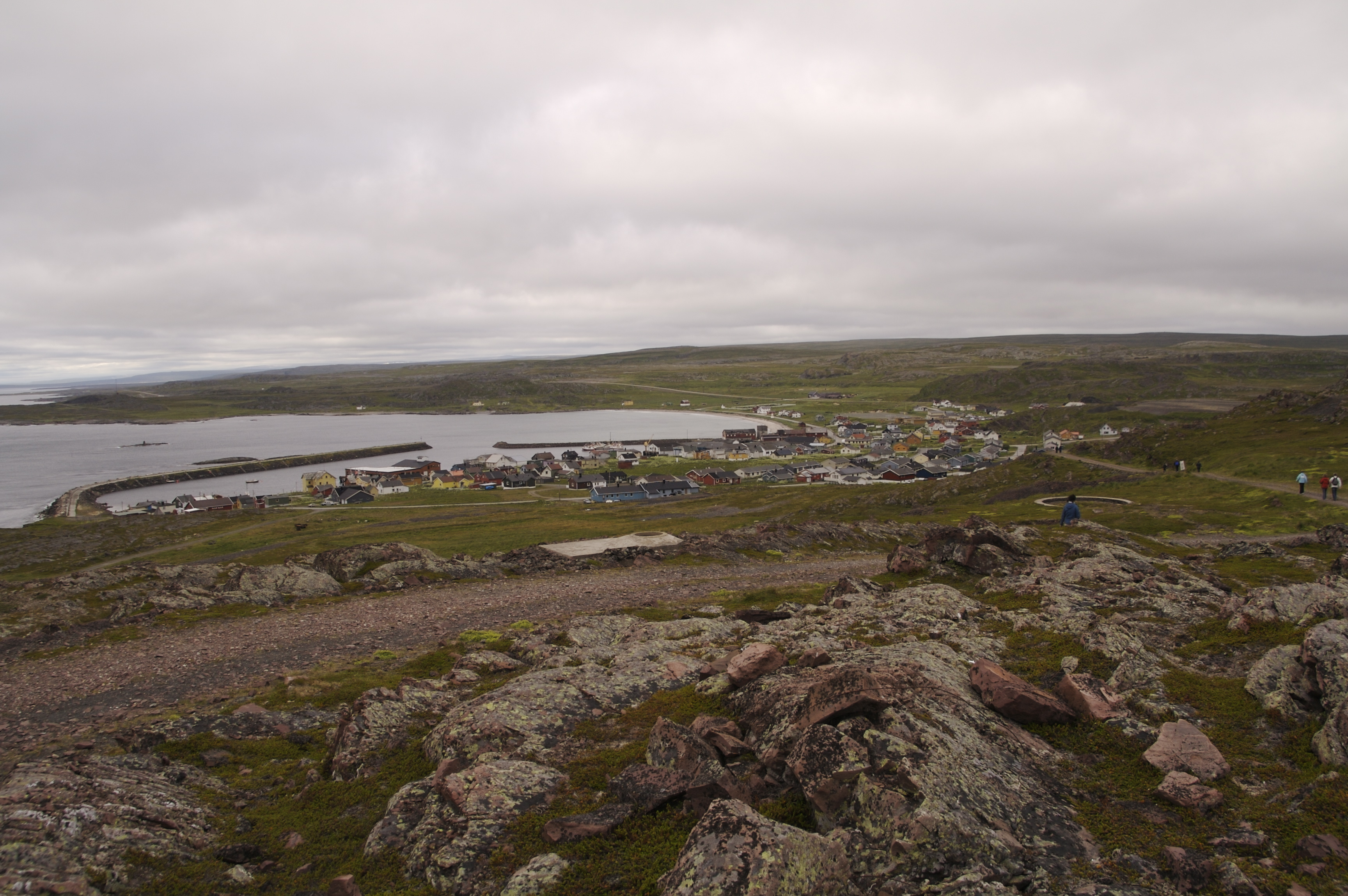
Vy över området

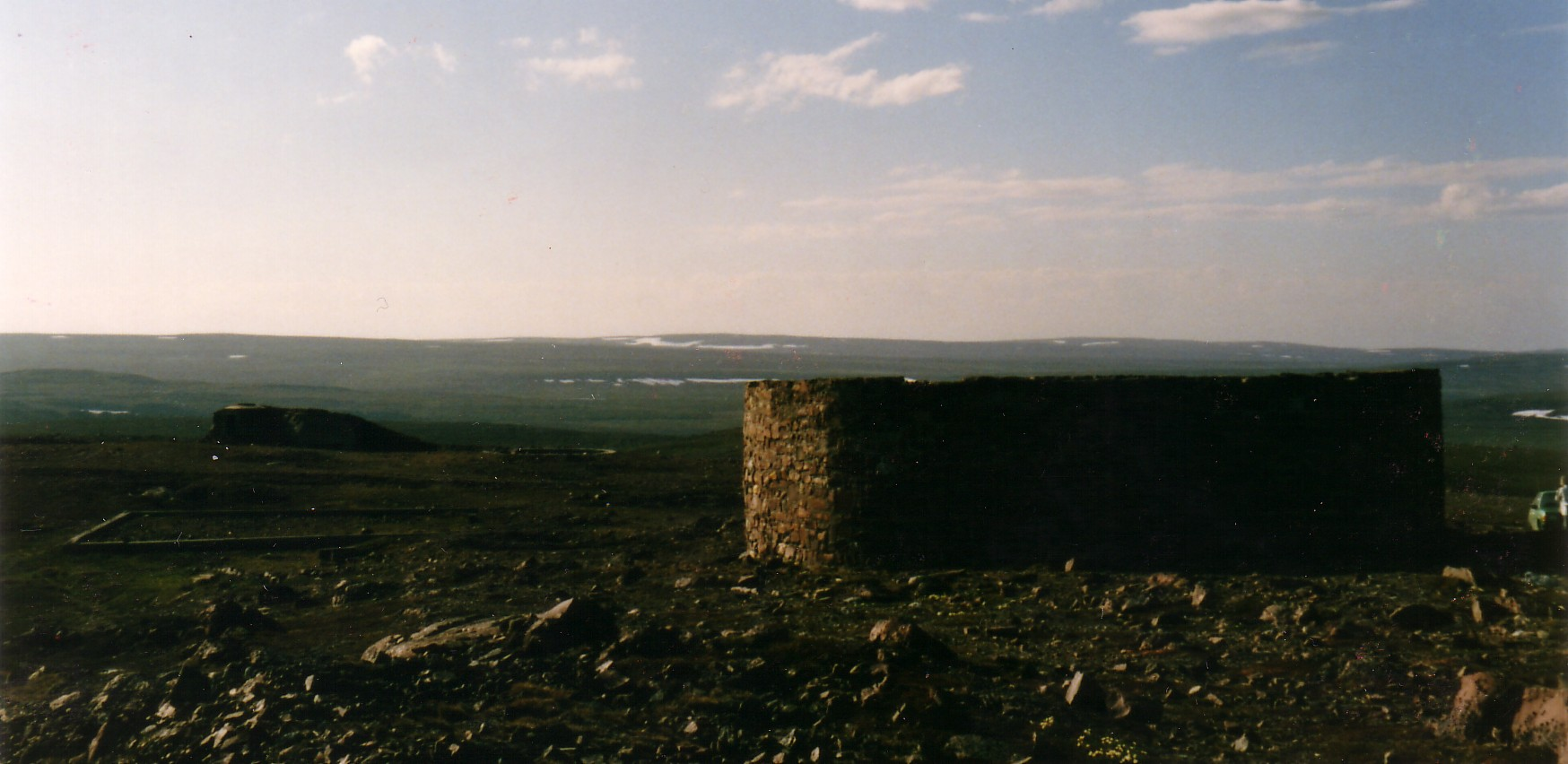
Kustförsvarsruinen

Kibergsneset (även Kibergneset, svenska Kibergnäset) är en halvö i nordöstra Norge. Udden är den östligaste platsen på Norges fastland och en av Norges ytterpunkter.

## Geografi
Kibergsneset ligger på Varangerhalvön norr om orten Kiberg  vid Varangerfjorden cirka 10 km sydväst om orten Vardø och cirka 15 km sydväst om Hornøya (ön Hornøya är huvudlandet Norges östligaste punkt).
Förvaltningsmässigt ingår udden i Vardø kommun i Finnmark fylke.

## Historia
Vid uddens sydöstra del finns ruinerna efter en tysk kustförsvarsanläggning  från Andra världskriget.
1957 fastslog FN efter förhandlingar mellan Norge och Sovjetunionen att territorialgränsen mellan länderna skulle gå igenom Varangerfjorden strax söder om Kibergsneset. Den 11 juli 2007 skrevs avtalet om och 15 september 2010 korrigerades gränsen ytterligare genom ett nytt avtal.